# Bartomeu Horrach i Canals
Bartomeu Horrach i Canals, de Can Mort (Santa Maria del Camí, 1898-1987) va ser promotor del sindicalisme i la cultura obrera a Santa Maria del Camí, fundador de l'agrupació socialista local i batle del poble (1936).

## Formació i foment de l'associacionisme obrer
Va estudiar fins als 14 anys a Santa Maria. Deixà els estudis per ajudar els seus pares en la feina del cafè. Des de jove manifestà una forta curiositat intel·lectual i una gran afecció a la lectura. L'any 1917 es matriculà lliure a l'Institut de Palma. Va ser col·laborador de El Obrero Balear i Foch y Fum. A ca seva, a Can Mort, tenien hostal, cafè, forn i botiga. Va dirigir un negoci familiar de begudes gasoses. A partir de 1919 va ser promotor de l'associacionisme obrer. Fruit d'aquestes gestions va ser la constitució, el març de 1920, d'una societat obrera de pagesos i oficis diversos i una societat d'obreres tèxtils. El maig de 1920 organitzaren, possiblement per primera vegada a Santa Maria del Camí, la celebració del 1r de maig. El 1920 s'organitzà un grup sindical de picapedrers.

## La 2ª República
Amb l'arribada de la 2a República va impulsar la creació del partit socialista a Santa Maria, el 7 de juny de 1931. El seu primer lloc de reunió va ser el forn de Can Mort, propietat dels pares de Bartomeu Horrach. Finalment ocuparen un local a Can Querol, on hi estaren fins al 20 de juliol de 1936.

## La compra de Can Andria
Durant la República, des de l'agrupació socialista, participà activament en la política local. Contribuí a l'organització de la UGT, l'any 1932, i a l'organització del primer de maig. El 1935 l'agrupació socialista comprà uns terrenys a Ca n'Andria amb la intenció de fer-hi una pista i un camp de futbol. Es feren accions de 50 i 100 pessetes que subscrigueren bastants de treballadors. Els mateixos obrers construïen la pista després de la jornada de feina.

## La Comissió Gestora del Bloc Popular Antifeixista
El 12 de març de 1936 passà a presidir la Comissió Gestora del Bloc Popular Antifeixista que es va fer càrrec de l'Ajuntament. El vicepresident era en Llorenç Borràs Isern “Ribes”, i els gestors eren: Antoni Dols i Company “Barona”, Antoni Borràs Isern “Ribes”, Miquel Pizà Ordines “Pessiga” i Miquel Cabot Dolç “de Cas Bergantet”, pel partit socialista, i Josep Salom Vidal “Mafó”, pel partit comunista. El 21 de març de 1936 la Comissió Gestora s'amplià amb en Joan Colombàs Dolç “Pepaina”, en Jaume Oliver Muntaner “Parró” i en Mateu Canyelles Borràs “Sans”, membres d'Esquerra Republicana Balear.

## Activitat de la Comissió Gestora
La Comissió Gestora centrà els seus esforços en el problema de l'atur, per a la qual cosa posà en marxa una sèrie de petites obres municipals i va dur a terme gestions –sense èxit- amb els propietaris i amos de les finques més grans del terme. Es va obrir una oficina de col·locació pública per a contractar els treballadors de les obres municipals. Intentaren resoldre el problema escolar, impulsant la construcció d'una nova escola pública. Durant la seva batlia va ser respectuós amb els emblemes i signes religiosos presents a l'Ajuntament i mantingué bones relacions amb el rector Guillem Parets i Santandreu.
Com a batle va ser un home dialogant que, en una situació de gran tensió social i política, va saber evitar els enfrontaments. En el seu curt mandat –de març a juliol de 1936- es va impulsar l'educació, les obres públiques i l'ocupació dels aturats.

## La repressió
Amb l'esclat de la Guerra Civil va ser destituït per la intervenció d'un grup d'oficials d'Alcalà i el dia 20 de juliol de 1936 va fer entrega de la batlia al brigada de la Guàrdia Civil Josep Bonnín. Va ser detingut l'agost de 1936. Passà al castell de Bellver, on va estar empresonat amb quasi un milenar de persones. A Bellver va veure el batle de Ciutat, n'Emili Darder, malalt i envellit, dormint damunt un matalàs a un raconet davall una escala, abans que el duguessin a matar al cementeri de Palma.
De Bellver el dugueren a Can Mir, a les avengudes. Va veure com cridaven en Miquel Cabot “Bergantet” per donar-li la llibertat, quan en realitat el duien a matar. Va ser afusellat al cementeri de Porreres.
Poc després de ser posat en llibertat va tornar a ser detengut. Retornà a Can Mir i va estar als camps de concentració de Son Catlar de Campos i de S'Espinagar de Manacor.
Recuperada la llibertat es va reintegrar als negocis familiars.